# Erwin Vandenbergh
Erwin Vandenbergh (Ramsel, 26 januari 1959) is een voormalig Belgische voetballer. Hij werd in zijn carrière zes maal topschutter. in 1980 won hij de Europese Gouden Schoen. In 1981 won hij de Belgische Gouden Schoen. Hij is de vader van voetballer Kevin Vandenbergh.

## Carrière

### Jeugd
Erwin Vandenbergh begon te voetballen bij het plaatselijke K. Ramsel FC. Hij ging naar school in Ourodenberg. Daar wilde hij zich graag aansluiten bij een voetbalclub want al zijn vriendjes speelden daar. Maar uiteindelijk werd het Ramsel FC, waar hij bij de U14, U15, U16 65 wedstrijden speelde en 125 doelpunten maakte, alvorens hij op zijn zestiende debuteerde in het eerste elftal debuteerde onder Frans Schellens, de ex-Berchem Sport voetballer. De nog jonge, grote spits wekte al gauw de interesse van onder meer KFC Diest, KSC Lokeren en SK Beveren.In zijn enige seizoen speelde hij met Roger Brosens vooraan die bij SK Beveren nog gespeeld had. Hij scoorde achttien doelpunten in achtentwintig wedstrijden.

### Lierse SK
Op 17-jarige leeftijd stapte de spits over naar eersteklasser Lierse SK. Het was de Hongaarse coach János Bédl die hem op het Lisp liet debuteren. Veel speelde de jonge Vandenbergh aanvankelijk nog niet, maar toch kwam hij in zijn eerste seizoen al twee keer aan scoren toe. In Lierse trainde hij voor het eerst meerdere keren per week. Dat was hij niet gewoon, maar na een aanpassingsperiode slaagde hij er dan toch in om een plaats in het team af te dwingen. Het werd het begin van een lange, doelpuntenrijke periode bij Lierse. Door zijn spelinzicht en neus voor doelpunten was hij bijna elke wedstrijd goed voor een treffer. In zijn derde seizoen voor Lierse werd hij met een totaal van 39 doelpunten, een gemiddelde van meer dan één goal per wedstrijd, de topschutter in Europa en België.
Ook de jaren nadien veroverde Vandenbergh in eigen land de topschutterstitel.
Verscheidene clubs kwamen naar de jonge aanvaller informeren. Maar Vandenbergh legde aanbiedingen van o.a. Hamburger SV, Juventus en Bayern München naast zich neer.
Zijn prestaties in de aanval bij Lierse leverden hem in 1981 de Gouden Schoen op. Hij was na Fons Van Brandt en Lucien Olieslagers pas de derde Pallieter die de voornaamste voetbaltrofee in België in ontvangst mocht nemen. Vandenbergh ging in het referendum van de Gouden Schoen spelers als Juan Lozano en Eric Gerets vooraf. Een jaar eerder was hij al eens derde geworden in de uitslag, na Wilfried Van Moer en laureaat Jan Ceulemans.
De club was in die dagen een Belgische middenmoter, maar toch bleef Vandenbergh ook na de Gouden Schoen in Lier. Pas toen andere clubs met grote bedragen begonnen te zwaaien, werd het moeilijk om de goaltjesdief niet te laten vertrekken.

### RSC Anderlecht
Vandenbergh was nog maar 23 jaar oud toen hij een transfer naar RSC Anderlecht te pakken kreeg. Voorzitter Constant Vanden Stock legde 62 miljoen BEF (zo'n €1,55 miljoen) op tafel voor de aanvaller uit Ramsel. Vandenberghs overstap naar RSC Anderlecht was in die periode een toptransfer. Hij belandde in de zomer van 1982 samen met Alex Czerniatynski, zijn collega bij de Rode Duivels, in het Astridpark. Het nieuwe aanvalsduo kostte Vanden Stock meer dan 100 miljoen BEF.
Het nieuwe team van de goaltjesdief draaide in eerste instantie niet naar behoren. Trainer Tomislav Ivić werd op straat gezet en vervangen door clubicoon Paul Van Himst. Onder zijn toezicht bereikte Anderlecht in 1983 de finale van de UEFA Cup. De finale werd toen over twee wedstrijden beslist. De tegenstander was SL Benfica. Onder het goedkeurend oog van Koning Boudewijn werd het 1-0 op de Heizel. Nadien had paarswit in Portugal voldoende aan een 1-1 gelijkspel om de UEFA Cup in de wacht te slepen. Het werd een succesjaar voor Vandenbergh, die dat jaar ook opnieuw topschutter werd in de Belgische competitie.
Een jaar later stond RSC Anderlecht opnieuw in de finale, nadat het eerder Nottingham Forest had uitgeschakeld. In de finale trok Tottenham Hotspur aan het langste eind. Geen tweede UEFA Cup voor Vandenbergh en zijn ploegmaats.
Het was Nieuwjaar 1986 toen Van Himst vervangen werd door de Nederlander Arie Haan. De nieuwe coach lag Vandenbergh niet zoals zijn voorganger. Het verdedigend ingestelde spel van Haan was niet naar de zin van de aanvaller. Vandenbergh had nog een contract voor één jaar, maar besloot in de zomer van '86, net nadat hij zich weer tot topschutter had gekroond, om te vertrekken.

### Rijsel
In het Franse Rijsel sloot Erwin Vandenbergh zich aan bij Lille OSC en vond hij de Belgische trainer Georges Heylens en Rode Duivel Philippe Desmet terug. Bij de Franse subtopper kwam Vandenbergh, die als voetballer aan zijn beste jaren begon, vaak aan spelen toe. Maar scoren lukte minder vlot. Zo was hij in zijn eerste seizoen in de Division 1 goed voor "maar" 8 doelpunten. In zijn derde seizoen voor Lille scoorde hij 14 keer en eindigde hij in de topschutterstand op gelijke hoogte als Fabrice Divert en George Weah. In 1990 keerde Vandenbergh voorgoed terug naar België. De makkelijk scorende spits had in het verleden in de belangstelling gestaan van Europese topclubs, maar had de aanbiedingen steeds naast zich neergelegd. Zijn enig buitenlandse avontuur was Lille. Volgens sommige voetbalcritici had Vandenbergh voor grotere clubs dan Lille kunnen uitkomen, maar fungeerde hij op zijn beste bij "kleinere" clubs waar de druk minder groot was. Zo zou hij naar verluidt ooit een aanbod van FC Barcelona naast zich neergelegd hebben.

### KAA Gent
Bij KAA Gent was Vandenberghs gewezen ploegmaat René Vandereycken begonnen aan zijn tweede seizoen als hoofdcoach. De twee kenden elkaar goed en dat resulteerde in een ontspannen sfeer, waarin Vandenbergh goed kon functioneren. Hij werd in zijn eerste seizoen sinds zijn terugkeer meteen weer topschutter. De 32-jarige aanvaller deed toen met 23 goals beter dan onder meer Josip Weber, Luc Nilis en Luis Oliveira. In de competitie was Gent derde geworden, waardoor het zich plaatste voor de UEFA Cup. Nadien scoorde Vandenbergh steeds minder, de aanvaller had er zijn beste dagen opzitten. Walter Meeuws en niet veel later Lei Clijsters namen in 1993 het roer over van Vandereycken. Vandenbergh zat regelmatig op de bank en moest zich tevreden stellen met invalbeurten.

### RWDM
Na zijn vertrek bij Gent was Vandereycken de aanvaller niet uit het oog verloren. In de zomer van 1994 haalde hij Vandenbergh naar RWDM. Op het einde van het seizoen hield de goalgetter het echter voor bekeken. Vandenbergh zette een punt achter zijn professionele loopbaan. Hij was op dat moment 36 jaar oud.

## Spelerscarrière
| seizoen | club           | land      | competitie    | wed. | goals |
| ------- | -------------- | --------- | ------------- | ---- | ----- |
| 1976/77 | K. Lierse SK   | België    | Eerste Klasse | 14   | 2     |
| 1977/78 | K. Lierse SK   | België    | Eerste Klasse | 34   | 12    |
| 1978/79 | K. Lierse SK   | België    | Eerste Klasse | 32   | 15    |
| 1979/80 | K. Lierse SK   | België    | Eerste Klasse | 34   | 39    |
| 1980/81 | K. Lierse SK   | België    | Eerste Klasse | 33   | 24    |
| 1981/82 | K. Lierse SK   | België    | Eerste Klasse | 31   | 25    |
| 1982/83 | RSC Anderlecht | België    | Eerste Klasse | 32   | 20    |
| 1983/84 | RSC Anderlecht | België    | Eerste Klasse | 29   | 20    |
| 1984/85 | RSC Anderlecht | België    | Eerste Klasse | 29   | 20    |
| 1985/86 | RSC Anderlecht | België    | Eerste Klasse | 31   | 27    |
| 1986/87 | Lille OSC      | Frankrijk | Ligue 1       | 28   | 8     |
| 1987/88 | Lille OSC      | Frankrijk | Ligue 1       | 30   | 11    |
| 1988/89 | Lille OSC      | Frankrijk | Ligue 1       | 31   | 14    |
| 1989/90 | Lille OSC      | Frankrijk | Ligue 1       | 25   | 5     |
| 1990/91 | KAA Gent       | België    | Eerste Klasse | 34   | 23    |
| 1991/92 | KAA Gent       | België    | Eerste Klasse | 33   | 11    |
| 1992/93 | KAA Gent       | België    | Eerste Klasse | 21   | 9     |
| 1993/94 | KAA Gent       | België    | Eerste Klasse | 22   | 4     |
| 1994/95 | RWD Molenbeek  | België    | Eerste Klasse | 20   | 4     |
|         |                |           | Totaal        | 543  | 293   |

## Nationale ploeg
Erwin Vandenbergh ontbolsterde in 1979 volledig. Hij was op dat moment de vlotst scorende aanvaller van Europa. Dat was ook toenmalige bondscoach Guy Thys niet ontgaan. Hij haalde de 20-jarige aanvaller bij de Rode Duivels. Zijn eerste interland was op 19 december 1979 tegen Schotland. België won met 1-3 en Vandenbergh scoorde één keer.

### EK 1980
Het geslaagde debuut maakte van Vandenbergh in geen tijd een titularis bij de nationale ploeg. In 1980 mocht hij mee naar het Europees Kampioenschap in Italië. De Rode Duivels bereikten de finale, maar verloren daarin van West-Duitsland. Vandenbergh was drie keer in actie gekomen, maar scoren deed hij niet.

### WK 1982
Twee jaar later vertrok Vandenbergh in de zomer naar het Wereldkampioenschap in Spanje. België speelde in Camp Nou, het stadion van FC Barcelona, de openingswedstrijd tegen regerend wereldkampioen Argentinië. Vandenbergh maakte het enige doelpunt van de wedstrijd na een lange, kromme voorzet van Frank Vercauteren. Door het belang van het doelpunt en door de vreugdekreet - Goaaaal, goal, goal! - van de Belgische verslaggever Rik De Saedeleer ging het doelpunt de geschiedenis in als een van de bekendste goals ooit gemaakt door de Rode Duivels. De bekende reactie van De Saedeleer werd later ook de titel van Vandenberghs biografie.
België werd uiteindelijk groepswinnaar, maar vloog er de volgende ronde al meteen uit. Polen en de Sovjet-Unie bleken te sterk.

### EK 1984
Ook op het Europees Kampioenschap van 1984 was Vandenbergh aanwezig. Het vorige EK had België zilver veroverd en dus waren de verwachtingen hoog. Bondscoach Thys zag hoe zijn Rode Duivels goed aan het toernooi begonnen. Maar de Belgen werden uiteindelijk pas derde in de groepsfase, na gastland Frankrijk en Denemarken.

### WK 1986
Op het Wereldkampioenschap in Mexico was Vandenbergh 27 jaar oud. Het zou zijn laatste internationale toernooi met de Rode Duivels worden. België raakte met wat geluk door de groepsfase. Het team van Guy Thys werd derde, maar mocht toch doorgaan. Vandenbergh speelde enkel tegen Mexico. Daarin scoorde hij het enige Belgische doelpunt. De Rode Duivels stootten uiteindelijk door tot de halve finale, maar daarin was Argentinië (lees: Maradona) ditmaal een maatje te groot. België sloot het WK af als vierde, tot in 2018 het beste resultaat behaald door de Rode Duivels.

### Laatste jaren
België plaatste zich niet voor het EK 1988 en voor het WK 1990 werd de toen 31-jarige Vandenbergh niet opgeroepen. Bij Lille was hij in de vergetelheid geraakt. Guy Thys gaf de voorkeur aan onder meer Nico Claesen en aanvallende middenvelders als Jan Ceulemans en Marc Degryse. De niet-selectie leek het einde van Vandenbergh bij de nationale ploeg. Maar door een sterk seizoen bij KAA Gent voetbalde hij zich opnieuw in de belangstelling. Vandenbergh mocht in de kwalificatiewedstrijden weer meespelen en scoorde op 32-jarige leeftijd zijn laatste goal voor de Rode Duivels. Dat was in de met 3-0 gewonnen wedstrijd tegen Luxemburg op 27 februari 1991.

## Trainer
Erwin Vandenbergh ging na zijn spelerscarrière meteen aan de slag als voetbalcoach. In 1995 werd hij trainer bij tweedeklasser SK Tongeren. Nadien was hij nog actief bij KVC Westerlo en Sint-Niklase SK. Uiteindelijk belandde hij terug in Westerlo, waar hij jeugdcoördinator werd en zijn zoon Kevin Vandenbergh liet doorstromen naar het eerste elftal. Na net geen 10 jaar kwam er einde aan de samenwerking tussen Vandenbergh en Westerlo.

## Privéleven
Op 8 januari 2007 veroordeelde de correctionele rechtbank van Turnhout Vandenbergh wegens schriftvervalsing. Hij kreeg zes maanden voorwaardelijk en een boete van 2.500 euro. Aan zijn ex-vrouw en zijn zoon moet hij alles samen ruim 350.000 euro schadevergoeding betalen. Vandenbergh ging wel in beroep.

## Palmares

### Club
RSC Anderlecht
- Eerste Klasse: 1984–85, 1985–86
- SuperCup: 1985
- UEFA Cup: 1982-83 (winnaar), 1983-84 (finalist)
- Jules Pappaert Trofee 1977, 1983, 1985[6]
- Brugse Metten: 1985[7]

### Internationaal
België
- UEFA Europees Kampioenschap: 1980 (finalist)[8]
- Wereldkampioenschap: 1986 (vierde plaats)[9]
- Nationale trofee voor sportverdienste: 1980[10]

### Individueel
- Eerste Klasse Topscorer: 1979-80 (39 goals), 1980–81 (24 goals), 1981–82 (25 goals), 1982–83 (20 goals), 1985–86 (27 goals), 1990–91 (23 goals)[11]
- Europees Topschutter van het Seizoen: 1979-80 (39 goals)[12]
- Ballon d'Or nominaties: 1980[13], 1983[14]
- Europees kampioenschap voetbal 1984 (kwalificatie): Groep 1 topschutter